# Temporada 1957-58 de los Detroit Pistons
La temporada 1957-58 fue la décima de los Pistons en la NBA, y la primera en su nueva localización de Detroit, Míchigan. La temporada regular acabó con 33 victorias y 39 derrotas, clasificándose para los playoffs, en los que cayeron en las finales de división ante St. Louis Hawks.

## Elecciones en elDraft
| Ronda | Puesto | Jugador        | Posición  | Nacionalidad   | Universidad     |
| ----- | ------ | -------------- | --------- | -------------- | --------------- |
| 1     | 2      | Charlie Tyra   | Ala-Pívot | Estados Unidos | Louisville      |
| 2     | 10     | Bob McCoy      | Alero     | Estados Unidos | Grambling State |
| 3     | 18     | Bill Ebben     | Base      | Estados Unidos | Detroit         |
| 8     | 57     | Doug Bolstorff | Base      | Estados Unidos | Minnesota       |

## Temporada regular
| División Oeste      | División Oeste | División Oeste | División Oeste | División Oeste | División Oeste | División Oeste | División Oeste | División Oeste |
| Equipo              | G              | P              | %              | PD             | Casa           | Fuera          | Neutral        | Div            |
| ------------------- | -------------- | -------------- | -------------- | -------------- | -------------- | -------------- | -------------- | -------------- |
| x-St. Louis Hawks   | 41             | 31             | .569           | -              | 23-8           | 8-19           | 10-4           | 24-12          |
| x-Detroit Pistons   | 33             | 39             | .458           | 8              | 14-14          | 13-17          | 6-8            | 18-18          |
| x-Cincinnati Royals | 33             | 39             | .458           | 8              | 17-12          | 10-19          | 6-8            | 17-19          |
| Minneapolis Lakers  | 19             | 53             | .264           | 22             | 10-15          | 4-21           | 5-17           | 13-23          |

## Playoffs

### Semifinales de División
Detroit Pistons - Cincinnati Royals
| Fecha       | Partido                                    | Ciudad     |
| ----------- | ------------------------------------------ | ---------- |
| 15 de marzo | Detroit Pistons 100, Cincinnati Royals 83  | Detroit    |
| 16 de marzo | Cincinnati Royals 104, Detroit Pistons 124 | Cincinnati |
|             | Detroit gana las series 2-0                |            |

### Finales de División
St. Louis Hawks - Detroit Pistons
| Fecha       | Partido                                  | Ciudad    |
| ----------- | ---------------------------------------- | --------- |
| 19 de marzo | St. Louis Hawks 114, Detroit Pistons 111 | St. Louis |
| 22 de marzo | Detroit Pistons 96, St. Louis Hawks 99   | Detroit   |
| 23 de marzo | St. Louis Hawks 89, Detroit Pistons 109  | St. Louis |
| 25 de marzo | Detroit Pistons 101, St. Louis Hawks 145 | Detroit   |
| 27 de marzo | St. Louis Hawks 120, Detroit Pistons 96  | St. Louis |
|             | St. Louis gana las series 4-1            |           |

## Estadísticas
| Rk | Jugador        | Edad | P  | PT | MP   | TC  | TCI  | %TC  | 3P | 3PI | %3P | TL  | TLI  | %TL  | RO | RD | RT   | AS  | RB | TAP | BP | FP  | PTS  |
| 1  | George Yardley | 29   | 72 |    | 39.5 | 9.3 | 22.6 | .414 |    |     |     | 9.1 | 11.2 | .811 |    |    | 10.7 | 1.3 |    |     |    | 3.1 | 27.8 |
| 2  | Gene Shue      | 26   | 63 |    | 37.0 | 5.6 | 14.6 | .384 |    |     |     | 4.4 | 5.2  | .844 |    |    | 5.3  | 2.7 |    |     |    | 2.4 | 15.6 |
| 3  | Harry Gallatin | 30   | 72 |    | 27.6 | 4.7 | 12.5 | .379 |    |     |     | 5.4 | 6.9  | .787 |    |    | 10.4 | 1.2 |    |     |    | 3.0 | 14.9 |
| 4  | Walter Dukes   | 27   | 72 |    | 30.3 | 3.9 | 11.1 | .349 |    |     |     | 3.4 | 5.1  | .675 |    |    | 13.3 | 0.7 |    |     |    | 4.3 | 11.2 |
| 5  | Phil Jordon    | 24   | 46 |    | 17.9 | 3.8 | 9.4  | .409 |    |     |     | 1.3 | 1.9  | .678 |    |    | 6.0  | 0.7 |    |     |    | 2.1 | 9.0  |
| 6  | Dick McGuire   | 32   | 69 |    | 33.5 | 2.9 | 7.9  | .373 |    |     |     | 2.2 | 3.3  | .667 |    |    | 4.2  | 6.6 |    |     |    | 2.6 | 8.1  |
| 7  | Nat Clifton    | 35   | 68 |    | 21.1 | 3.2 | 8.8  | .363 |    |     |     | 1.3 | 2.1  | .623 |    |    | 5.9  | 1.1 |    |     |    | 3.0 | 7.7  |
| 8  | Bob Houbregs   | 25   | 17 |    | 17.8 | 2.9 | 8.1  | .358 |    |     |     | 1.8 | 2.5  | .698 |    |    | 3.8  | 1.1 |    |     |    | 2.1 | 7.5  |
| 9  | Billy Kenville | 27   | 35 |    | 18.5 | 3.0 | 8.0  | .379 |    |     |     | 1.3 | 2.1  | .613 |    |    | 2.9  | 1.9 |    |     |    | 1.9 | 7.4  |
| 10 | Chuck Noble    | 26   | 61 |    | 22.3 | 3.3 | 9.9  | .331 |    |     |     | 0.9 | 1.3  | .727 |    |    | 2.3  | 2.5 |    |     |    | 2.7 | 7.4  |
| 11 | Joe Holup      | 23   | 37 |    | 16.4 | 2.1 | 6.0  | .348 |    |     |     | 1.5 | 1.9  | .775 |    |    | 5.4  | 0.6 |    |     |    | 2.1 | 5.6  |
| 12 | Bill Thieben   | 22   | 27 |    | 9.0  | 1.6 | 5.3  | .294 |    |     |     | 0.6 | 1.0  | .593 |    |    | 2.4  | 0.3 |    |     |    | 1.6 | 3.7  |
| 13 | Dick Atha      | 26   | 18 |    | 8.9  | 0.9 | 2.6  | .362 |    |     |     | 0.6 | 0.7  | .833 |    |    | 1.3  | 1.1 |    |     |    | 1.3 | 2.4  |
| 14 | Tom Marshall   | 27   | 9  |    | 7.3  | 0.8 | 2.4  | .318 |    |     |     | 0.8 | 0.9  | .875 |    |    | 0.9  | 0.4 |    |     |    | 0.7 | 2.3  |
| 15 | Bill Ebben     | 22   | 8  |    | 6.3  | 0.8 | 3.5  | .214 |    |     |     | 0.4 | 0.5  | .750 |    |    | 1.0  | 0.5 |    |     |    | 0.6 | 1.9  |
| 16 | Doug Bolstorff | 26   | 3  |    | 7.0  | 0.7 | 1.7  | .400 |    |     |     | 0.0 | 0.0  |      |    |    | 0.0  | 0.0 |    |     |    | 0.3 | 1.3  |

## Galardones y récords
| Jugador        | Galardón                 |
| George Yardley | Mejor quinteto de la NBA |